# Papegøjebusk
Papegøjebusk (Parrotia persica) er en stor, løvfældende busk eller et langsomt voksende, nærmst buskformet træ med en bred, tragtformet krone. Stammen er kort og forvredet. Skuddene er oprette og uregelmæssigt furede. I mildere lande bliver planten til et regulært træ.

## Beskrivelse
Barken er først brun og ru, så bliver den olivengrøn med lyse barkporer, og til sidst er den platanagtigt afskallende i flager. Knopperne er spredte, tiltrykte, af og til lidt stilkede, skæve og mørkebrune med et tæt filtlag. 
Bladene er omvendt ægformede med hel rand inderst og tandet rand yderst. Oversiden er skinnende mørkegrøn, mens undersiden er noget lysere. Nyudsprungne blade har ofte røde rande. Høstfarven er gul til rent rød over en lang periode af efteråret. 
Blomsterne sidder i kuglerunde hoveder. De er rødlige med brune højblade, og de springer ud i marts-april. Frugterne er forveddede kapsler, der åbnes ved modenhed. Frøene modner normalt ikke i Danmark, men de to planter på Bispebjerg Kirkegård har jævnligt modne frø.
Rodnettet består af velforgrenede rødder, der når langt ned og vidt ud. 
Højde x bredde og årlig tilvækst: 7 x 6 m (30 x 20 cm/år).

## Hjemsted
Papegøjebusken vokser i de blandede løvskove på nordskråningerne af Alborz-bjergene i Nord-Iran. Her er vintrene kolde og snerige, mens somrene er varme og tørre. Her danner den skov sammen med de planter, der er nævnt under Humlebøg.
| Portal | Portal:Botanik |